# 기조섬

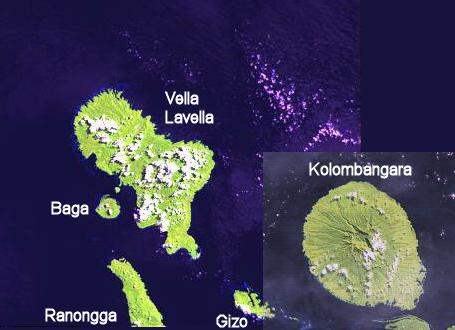

기조섬(Ghizo Island)은 솔로몬 제도 서부주에 위치한 섬으로, 서부주의 주도인 기조가 이 곳에 위치한다. 섬 이름은 현지에 거주하던 악명 높은 사냥꾼을 기념하기 위해 붙여진 이름이며 뉴조지아섬과 콜롬방가라섬 서쪽에 위치한다.
주위에 있는 섬들에 비해 비교적 작은 편에 속하며 길이는 11km, 넓이는 5km이다. 섬 최고점은 마링봉(Maringe Hill, 해발 180m)이다.